# 山口美優
山口 美優（やまぐち みゅう、1996年10月1日 - ）は、日本の女優。東京都出身。総合学園ヒューマンアカデミー卒業生。芸能プロダクションのサインに所属。

## 出演

### テレビドラマ
- 民衆の敵〜世の中、おかしくないですか!?〜 第1話（2017年10月23日 、フジテレビ） - メグミ 役

### CM
- コロプラ「クイズRPG　魔法使いと黒猫のウィズ×北斗の拳」（2017年9月7日 - ）